# Трънски партизански отряд
Трънският партизански отряд е подразделение на Първа Софийска въстаническа оперативна зона на т. нар. Народоосвободителна въстаническа армия (НОВА) по време на партизанското движение в България (1941 – 1944). Действа в района на Трън и Брезник.

## Подготовка за създаване на отряда
В началото на юли 1942 година окръжният комитет на комунстическата партия възлага на Славчо Стаменов (Трънски) да организира партизански отряд в Трънско. Заедно със Славчо Цветков той започва срещи с комунисти в различни села, установява контакти с югославски комунистически партизани от Църнотравския отряд. Констатира се, че на различни места организационната работа е изостанала. Създадена е полулегална група, чиято цел е извършването на саботажни и други акции. През август 1942 година Славчо Трънски, Славчо Цеков и Райчо Таков извършват палежи на пшенични и ечемични снопи на „врагове на народа“ в Рани луг и Бохова. Дейностите на комунистическите активисти през 1942 и в началото на 1943 година включват и прекъсване на телеграфни линии и разпространяване на антигермански позиви.

## Създаване и дейност
През април на 1943 г. бойната група от района се разраства в Трънски партизански отряд. Командир е Славчо Трънски, политкомисар Делчо Симов, заместник-командир Стефан Рангелов.
На 7 май 1943 година отрядът извършва първата си бойна акция - нападение над нощната стража при Слишовското ханче.
На 16 юни 1943 г., петима партизани от отряда, водени от Славчо Трънски, съвместно с 10 югославски партизани завземат полицейския участък и унищожават мандрата в село Главановци. Убит е кметът на селото. При изтеглянето двама партизани са ранени с ловна пушка.
На 30 юни 1943 година партизаните нападат Стрезимировци, запалват общината, разбиват мандрата, от която взимат 20 пити кашкавал, сдобиват се с няколко италиански пушки. След пристагането на полиция от Трън и Клисура се изтеглят. На 23 юли група, водена от Делчо Симов и Денчо Знеполски разбива мандрата в Лялинци. През юни и юли 1943 г. се провеждат събрания в Джинчовци и Бохова. На 12 август обезоръжават общинския полицай и запалват архива в общината във Вукан.
В началото на септември 1943 година отрядът наброява 29 души. На 7 септември партизаните, командвани от Стефан Рангелов, участват в тежък бой с правителствени части при връх Яничева чука до с. Бохова. В боя част от партизаните са разпръснати на групи, убити са двама от тях, след които Стефан Рангелов, една партизанка е тежко ранена. В последвалото преследване партизаните дават две още жертви, две партизанки са заловени. След това сражение отрядът се оттегля в района на Кална, Църнотравско, който става негова изходна база. На 15 септември партизаните отново нападат Главановци, подкрепени от 20 души югославски партизани от Лужничкия партизански батальон, но се оттеглят след пристигане на полиция от Клисура и Стрезимировци. В края на месеца отрядът действа в Лужница, съвместно с югославски партизани.
В началото на 1944 г. отрядът провежда акции в с. Лешниковци, с. Туроковци, с. Къшле, с. Долна Мелна, с. Горна Мелна и с. Уши. Води боеве с армейски и жандармерийски подразделения при с. Костуринци, с. Грознатовци, с. Борче и с. Уши.
През пролетта на 1944 г. отрядът се разраства с нови 300 бойци. Провежда нови десетки акции. Изтегля се в района на с. Кална и с. Църна трава в района на ЮНОА и се прегрупира.
I батальон участва във формирането и действията на Първа, II батальон във Втора софийска народоосвободителна бригада. Извършват бойни походи в Рила и Стара планина. Участва в битката при Батулия.
В района на действие остава III батальон, който извършва поход до с. Кална и с. Църна трава. Снабдява се с английски оръжие, спуснато с парашути в района на ЮНОА. През юли 1944 г. отрядът се събира в Трънско и води боеве при с. Лева река, на 28 юли при с. Еловица и с. Костуринци. Провежда акции в с. Джинчовци, с. Драинци, с. Берайнци, с. Радово, с. Костуринци, с. Извор, с. Драгойчинци и с. Чепинци и на практика създава своя свободна територия. Трънският отряд е най-значимото партизанско формирование през 1944 г.
На 6 септември 1944 г. се включва в състава на Софийска народоосвободителна дивизия.
На 9 септември 1944 г. установява властта на ОФ в гр. Трън, гр. Брезник, гр. Босилеград и се насочва към гр. София.